# Velika Plana (Gospić)
Velika Plana is een plaats in de gemeente Gospić in de Kroatische provincie Lika-Senj. De plaats telt 59 inwoners (2001).